# The Cub Reporter (film 1912)
The Cub Reporter è un cortometraggio muto del 1912 di cui non si conosce il nome del regista.

## Produzione
Il film fu prodotto dalla Edison Company.

## Distribuzione
Distribuito dalla General Film Company, il film - un cortometraggio in una bobina - uscì nelle sale cinematografiche statunitensi il 23 agosto 1912.